# 정진석 (정치인)
정진석(鄭鎭碩, 1960년 9월 4일~)은 대한민국의 정치인이다. 제16·17·18·20·21대 국회의원, 제21대 국회 전·후반기 국회부의장이다.

## 학력
- 홍익북국민학교 졸업
- 춘천중학교 전학
- 보성중학교 졸업
- 1979년: 성동고등학교 졸업
- 1985년: 고려대학교 정경대학 정치외교학 학사

### 명예 박사 학위
- 2011년: 공주대학교 행정학 명예박사

## 생애

### 가족 관계
1960년 9월 4일 충청남도 공주에서 아버지 정석모(鄭石謨, 1929. 3. 3. ~ 2009. 6. 8.)와 어머니 파평 윤씨(坡平 尹氏) 윤석남의 2남1녀 중 차남으로 태어났다. 조부인 정인각은 일제시대 계룡면장을 지냈다. 내무부 공직자였던 아버지를 따라 충청도와 강원도 등 전국을 누비며 자랐다. 어머니 윤석남은 파평 윤씨 윤증의 직계후손으로 노성 윤증 고택이 그의 외가다.
정진석은 성동고등학교와 고려대학교 정치외교학과를 졸업하고, 1984년 한국일보 기자로 사회에 첫발을 내디뎠다. 네 번의 백상 기자대상과 두 번의 한국기자협회 기자상을 받았다. 사회부, 국제부, 정치부, 워싱턴 특파원, 논설위원을 거쳐 15년 간의 기자생활을 접고 39세에 정계에 입문한다.
당대 대한민국 최대 면방섬유기업 충남방적의 창업주이자 제 11대 국회의원을 지낸 이종성회장의 차녀 이미호씨와 대학 1학년 때 만나 5년 연애 끝에 결혼, 2녀를 두고있다.

### 정계입문
1999년, 김종필 총재의 특보로 정치에 입문하여 이듬해 총선에서 아버지 정석모 의원의 지역구인 충남 공주·연기 지역을 세습받아 자민련 후보로 출마 제16대 국회의원으로 당선되었다. 2004년 17대 총선에서는 낙선하였으나 오시덕 당선자가 선거법위반으로 의원직을 상실하며 치러진 2005년 보궐선거에서 무소속으로 출마해 재선에 성공한다. 충청도가 지지기반이었던 자민련의 후속격인 '중부권 신당' 국민중심당을 창당하여 당 최고위원과 원내대표를 지냈다. 이 후, 한나라당 비례대표로 제 18대 국회에 입성하며 내리 3선을 했다. (당시 정진석의 한나라당 입당에 대해 박근혜 전 의원은 이례적으로 '당과 나라를 위해 큰 인재를 얻었다. 정진석 의원의 입당을 크게 환영한다'는 개인논평을 냈다.) 2010년 국회 정보위원회 위원장을 수행하던 중 이명박 정부의 청와대 정무수석비서관으로 발탁되었다.

### 청와대 정무수석
청와대 정무수석 재임 중 이명박 대통령과 박근혜 전 한나라당 대표의 면담을 성사시키고 당내 안정과 정권 재창출을 위한 노력을 기울이며 정권 재창출의 초석을 다졌다는 평가를 받았다. 그는 이런 노력의 이유를 "이 대통령이나 박 전 대표만이 아니라 보수 정권의 재창출을 위해 무엇보다 중요한 일이라 생각했기 때문"이라고 말했다. 정진석은 당시 청와대의 '마당발 참모'로 알려지며 활발한 행보로 관심을 끌었다. 지난 정권 정무수석들과 모임을 주선을 하기도 했는데 이 모임에는 이례적으로 참여정부와 문민정부의 민정수석까지 초대하며 이명박 정부의 '소통 노력'을 대외에 알리는데 힘썼다. 그는 또 '박근혜 유럽 특사'를 주도적으로 성사시켜 청와대의 여권 화합 의지를 안팎으로 과시하며 유권자들에게 여당에 대한 좋은 인상을 심어줬다는 평가를 받았다. 당시 롯데마트의 '통큰 치킨' 소동이 벌어지자 자신의 트위터에 "롯데마트는 튀김닭 한마리를 5,000원에 판매 중...영세 닭고기 판매점 울상 지을 만하네요"라고 올려 롯데마트의 '통큰치킨 이벤트'를 비판하기도 했다. 당시에 그의 지적이 옳기는 했지만 청와대 정무수석이 트위터를 통해 시장개입성 발언을 하는 것이 적절한지는 의문이라는 논란이 있었다. 정진석의 광폭 행보는 3선 의원 출신으로 탁월한 정무감각을 갖춘데다 오랜 정치부 기자생활로 마당발 인맥을 갖고 있다는 경력이 장점으로 드러난 결과로 풀이되었다. 실제로 그가 정무수석에 재임했을 당시 이명박 대통령의 지지율이 가장 높았다. 정진석은 "나는 청와대에 들어오기 전까지 작은 지역정당 의원, 무소속 국회의원만 해왔다. 그러던 내가 청와대로 들어와 국가 대사(大事)를 다룰 수 있었던 건 평생의 큰 경험과 보람이 됐다. 비록 국회의원 배지는 던졌지만 정말 아깝지 않은 1년이었다"며 제대로 된 보수, 떳떳한 보수 정치인이 되기 위해 노력하겠다"고 말하며 2011년 6월 정무수석 자리에서 물러났다. 그러나 2012년 총선을 준비하며 자신의 지역구인 충남 공주 지역구에 공천신청을 했으나 박종준 전 대통령 경호실 차장에 밀려 공천에서 탈락했고 선거 27일을 앞두고 중진들은 수도권 험지에 출마하라는 권유로 나경원 의원의 불출마로 공석이된 서울 중구로 공천을 받았지만 석패했다. 이 후 2012년 제19대 국회에서 강창희 국회의장의 비서실장으로 일하다 2013년부터 2014년 2월까지 국회사무총장직을 수행하였다.

### 국회사무총장
정진석은 과거 총장실에서 행해지던 업무 보고를 각 실, 국을 찾아가서 직접 받거나 국회 사무처 비정규직 직원들을 모두 정규직으로 바꾸는 등 파격적인 개혁 인사를 단행했다. 또한 드래프트 제도를 폐지해 인사 청탁의 뿌리를 뽑으려고 노력하는 등 기존 국회 관행을 깨고 변화를 주도했다는 평을 받았다. 국회의 문턱을 낮추고 국회와 국민 간 소통강화에 앞장섰다. '국회 생명사다리 범국민 운동'을 시작으로 '국회 생명사다리 상담센터'를 개설해 자살예방을 위해 국회차원의 대책을 마련하고자 했으며, 국회 본관에 스마트워크센터를 신설하여 행정효율을 높이고자 했고, 직접 세일즈 외교에 앞장서는 등 국회의 개혁과 변화를 이끌기 위해 보다 더 적극적으로 임했다는 평가를 받았다. 그는 2014년 2월 국회사무총장직에서 물러나 2014년 6월 치러진 지방선거에서 충남도지사에 출마했으나 현역인 안희정 충남도지사에게 낙선했다.

### 새누리당 원내대표
2016년 총선에서 충남 공주부여청양 지역구에서 현역인 박수현 의원을 제치고 당선되며 4선에 성공했다. 새누리당은 20대 총선 공천과정에서 계파싸움이 극단적으로 치닫으며 결국 총선참패로 여소야대 국면을 맞이했다. 계파색이 옅고 19대 원외 인사로 총선참패의 책임에서 비교적 자유로울 수 있었던 그는 20대 국회 첫 원내대표직에 출마한다. 경선에서 나경원 의원과 박빙 승부를 벌일 것이라던 당초 예상과 달리 총 119표 중 69표를 얻어 43표를 얻는데 그친 나경원 의원을 26표 차로 여유 있게 승리하며 새누리당 출범 이후 초유의 '원외 당선자' 신분으로 원내대표에 선출됐다. 계파갈등이 최고조에 이른 새누리당에서 어느 계파에도 속하지 않은 그가 친박(親朴), 비박(非朴, 친박에 속하지 않은 진영) 양쪽 진영에서 고르게 득표한 점이 당선 배경으로 풀이되었고 원내대표 선거 합동토론회에 담긴 '진정성'이 누구를 '반장'으로 뽑을지 망설이던 동료 의원들의 마음을 움직였다는 해석이 나왔다.. '소통의 정치인'으로 불리는 정 원내대표는 출마의 변에서 협치와 동반, 통섭을 역설했고, 당선자들은 당의 화합과 혁신을 이룰 적임자로 밀어줬다는 분석이 나왔다.
"중앙선을 걷겠다"며 계파 중립을 선언했지만, 취임 초기 당을 수습하는 과정에서 원내지도부 구성과 비대위 출범에 이르기까지 양측의 입장을 조율하는 난제를 떠맡았고, 정치적 위기도 숱하게 겪었다. 개혁적 성향의 혁신위원장 및 비대위원을 구성해 당 쇄신을 이끌어가려고 했던 계획이 친박(친박근혜) 주류측의 반발로 비상대책위원회 출범을 위한 전국위원회가 무산되는 등 연이은 난항을 겪기도 했다.. 하지만 비대위 구성을 마무리했고 유승민 의원을 포함해 무소속으로 당선된 7명의 의원을 복당시킬 때도 결기를 보여줬다는 평을 받았다. 친박계의 불만에 대해 정진석은 "나는 친박도 비박도 아닌 중도"라고 하며 계파에 상관없이 정권 재창출을 위해 필요한 일을 하고 있을 뿐이라고 주장, 앞으로도 친박(친박근혜)의 대변자가 될 생각이 없다고 대립각을 세우며 정면돌파를 선택한다. 원 구성 협상, 복당 논의, 예산안 협상 등 중대국면마다 소기의 성과를 얻어내자 난제를 특유의 뚝심으로 잘 풀어낸다는 평가를 받았다. 시간이 지날수록 점차 자기 목소리를 내기 시작하면서 중심을 잡고 당내 친박과 비박을 조율하는 역할을 하며 '중앙선 정치'를 하고 있다는 호평을 듣기도 했으며 특히, 취임 초기 '친박'이라며 눈초리를 보내던 비박 중심의 비주류 의원들은 한때 '최순실 사태'에 책임지고 물러나겠다는 정진석 원내대표를 오히려 만류하기도 했다. 더 나아가 선출된 지도자로서 친박 이정현 대표 대신 '당 대표' 역할을 해 줄 것을 요청하기도 했다. 친박(친박근혜)계가 주도하는 주류와 비주류 양측에 소신 발언을 잇따라 쏟아내는 동시에 공천개입 녹취록 파문, 우병우 수석 논란 등 민감한 현안에도 자기 목소리를 내며 정치영역을 키웠다.. '최순실 국정농단' 논란으로 촉발된 탄핵국면에서도 '자유투표'를 이끌어내면서 박근혜 대통령 탄핵소추안을 통과시킨 숨은 공신으로도 꼽힌다. 하지만 정진석 원내대표는 "보수 정치의 본령은 책임을 지는 자세라고 배웠다. 집권당은 대통령과 똑같은 무게의 책임을 가질 수밖에 없다. 대통령 탄핵소추안이 국회에서 가결된 데 대해 집권당 원내대표로서 책임을 지는 것이 온당하다"며 원내대표직에서 물러났다.

## 경력
- 윤석열 대통령비서실 비서실장
- 제22대 총선 국민의힘 충남도당 선거대책위원회 공동선대위원장
- 국민의힘 4·10 총선 중앙선거대책위원회 충청 권역 선대위원장
- 국민의힘 10·11 서울 강서구청장 보궐선거 선거대책위원회 명예 공동선대위원장
- 여의도연구원 이사장
- 국민의힘 비상대책위원장
- 제21대 국회 후반기 국회부의장
- 한일의원연맹 회장
- 한일 정책협의 대표단장
- 국민의힘 6·1지방선거 공천관리위원회 위원장
- 제21대 국회 전반기 국회부의장
- 국민의힘 군 성범죄 진상규명 및 재발 방지 특별위원회 위원장
- 국민의힘 4·7재보궐선거 중앙선거대책위원회 공동상임부위원장
- 국민의힘 4·7 재‧보궐선거 공천관리위원회 위원장
- 자유한국당 日수출규제 대책 특별위원회 위원장
- 자유한국당 충청남도당 공주·부여·청양 당협위원장
- 자유한국당 비상대책위원회 가치와 재표 재정립소위원회 위원
- 자유한국당 6·13 지방선거 중앙선거대책위원회 고문
- 새누리당 원내대표
- 새누리당 당대표 권한대행
- 국회운영위원회 위원장
- 제16·17·18·20·21대 국회의원(5선)
- 국회사무총장(장관급)
- 국회의장 비서실장(차관급)
- 대통령비서실 정무수석비서관
- 국회 규제개혁특별위원회 위원장
- 국회 정보위원회 위원장
- 매헌 윤봉길기념사업회 이사
- 한-EU 의원외교협의회 부회장
- 한-페루 의원 친선협회 회장
- 계룡장학회 이사장
- 한국핸드볼발전재단 이사
- 백상재단 이사
- 관훈클럽 회장
- 대한핸드볼협회 고문
- 국민중심당 원내대표
- 국민중심당 최고위원
- 자유민주연합 김종필 명예총재 특보
- 자유민주연합 원내수석부총무
- 자유민주연합 대변인
- 국회운영위원회 간사
- 미국 아메리칸 대학교 객원교수
- 한국일보 국제부 차장
- 한국일보 정치부 차장
- 한국일보 논설위원
- 한국일보 워싱턴 특파원
- 한국일보 사회부 기자

## 수상
- 전국지역신문협회 의정대상(2017)
- 국회 입법 정책 최우수 국회의원(2008)
- 국정감사 NGO모니터단 우수의원상(2007)
- 전국지역신문협회 의정활동부문 국회의원 대상(2006)
- 백상기자대상 4회
- 한국기자협회 기자상 2회
- 일요신문 21c 한국인상
- KBS 명사스페셜 '오늘의 명사상'(2010)

## 가족 관계
부친은 내무부 치안국장(경찰청장), 제43대 내무부장관, 제 10·11·12·13·14·15(6선) 국회의원을 지낸 정석모이다. 사돈은 박덕흠 의원이다.

## 역대 선거 결과
|  | 25.18% |

|  | 35.51% |

|  | 43.3% |

|  | 37.48% |

|  | 46.33% |

|  | 43.95% |

|  | 48.13% |

|  | 48.65% |

|  | 48.42% |

## 소속 정당
| 소속 정당 | 소속 정당    | 소속 기간 | 비고      |
| --------- | ------------ | --------- | --------- |
|           | 자유민주연합 | 1999~2004 | 정계 입문 |
|           | 무소속       | 2004~2006 | 탈당      |
|           | 국민중심당   | 2006~2007 | 창당      |
|           | 무소속       | 2007      | 탈당      |
|           | 한나라당     | 2007~2010 | 입당      |
|           | 무소속       | 2010~2011 | 탈당      |
|           | 한나라당     | 2011~2012 | 복당      |
|           | 새누리당     | 2012~2013 | 당명 변경 |
|           | 무소속       | 2013~2014 | 탈당      |
|           | 새누리당     | 2014~2017 | 복당      |
|           | 자유한국당   | 2017~2020 | 당명 변경 |
|           | 미래통합당   | 2020      | 합당      |
|           | 국민의힘     | 2020~2024 | 당명 변경 |
|           | 무소속       | 2024~현재 | 탈당      |

## 같이 보기
- 공주시·연기군
- 공주시의 국회의원
- 연기군의 국회의원
- 대한민국 제18대 국회의원 선거 한나라당 후보 목록#비례대표
- 공주시·부여군·청양군
- 부여군의 국회의원
- 청양군의 국회의원
- 대한민국의 대통령비서실 수석비서관
- 대한민국의 국회의장비서실장
- 대한민국의 국회사무총장
- 대한민국의 국회부의장
- 대한민국의 대통령비서실장